# Dweibeh
Dweibeh (tiếng Ả Rập: دويبة) là một ngôi làng Syria nằm ở phó huyện Salamiyah thuộc huyện Salamiyah, Hama. Theo Cục Thống kê Trung ương Syria (CBS), Dweibeh có dân số 394 người trong cuộc điều tra dân số năm 2004.